# Miller Huggins
Miller James Huggins (* 27. März 1878 in Cincinnati, Ohio; † 25. September 1929 in New York City, New York) war ein US-amerikanischer Baseballspieler und -manager in der Major League Baseball (MLB). Seine Spitznamen waren Hug oder Mighty Mite.

## Biografie

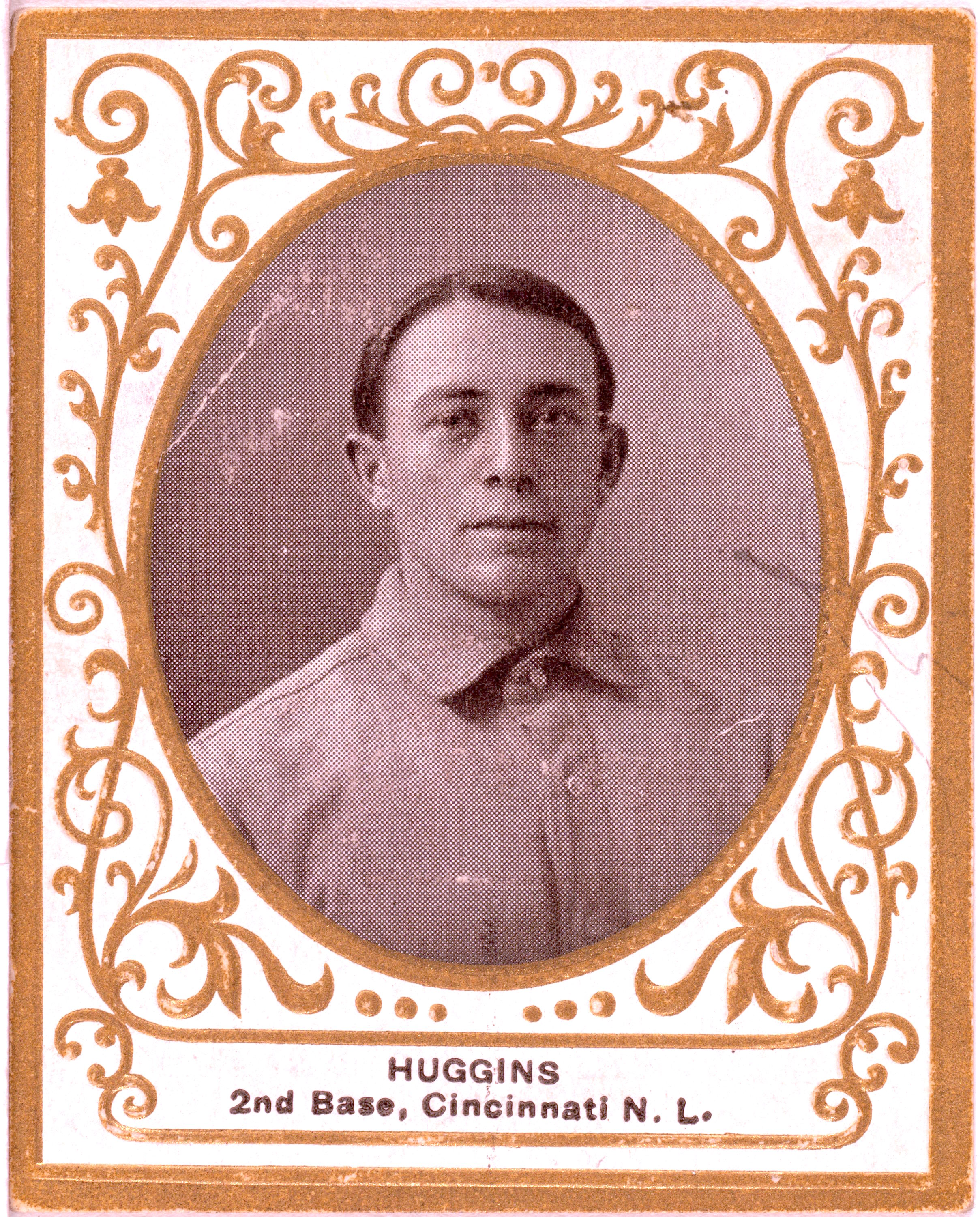
Miller Huggins

Seine Karriere in der MLB begann Miller Huggins 1904 bei den Cincinnati Reds, einem Team der National League. Seine meistgespielte Position war die des Second Baseman, in etlichen Verteidigungskategorien nahm er in den Statistiken führende Positionen ein. Die St. Louis Cardinals verpflichteten ihn 1910. Bei den Cardinals übernahm er dann ab 1913 auch den Managerposten des Teams, spielte aber bis 1916 weiterhin im Team mit. Unter anderem führte er Rogers Hornsby auf das Major League Level.
1917 wollte Huggins die Cardinals kaufen, aber sein Gebot wurde abgelehnt. Ban Johnson, der damalige Präsident der American League, überredete den Besitzer der New York Yankees, Jacob Ruppert, ihn zu verpflichten.
Gemeinsam mit Ed Barrow, dem damaligen General Manager der Yankees, entwickelte er aus einem mittelmäßigen Team einen jährlichen Titelanwärter. Drei World Series Titel und sechs Meisterschaften in der American League sind Zeugnis der erfolgreichen Ära.
Im Alter von 50 Jahren starb Huggins an einer Blutvergiftung. Zu seinen Ehren wurde dann der Spielbetrieb der Major League für einen Tag eingestellt. Die Yankees erstellten ihm zu Ehre 1932 eine Plakette im Yankee Stadium, die den Grundstein für den späteren Monument Park legte.
1964 wurde Miller Huggins in die Baseball Hall of Fame aufgenommen.
In der Filmbiografie Der große Wurf wird Huggins von Ernie Adams dargestellt.